# Isili
Isili es un municipio de Italia de 3.080 habitantes en la provincia de Cerdeña del Sur, región de Cerdeña. Está situado a 60 km al norte de Cagliari.
Es el núcleo administrativo y cultural de las subregiones Sarcidano y Barbagia di Seulo, y se trata del centro de producción de las típicas alfombras, tapices y mantas sardas, además de la elaboración de lana, lino y algodón.

## Evolución demográfica
| Gráfica de evolución demográfica de Isili entre 1861 y 2001 |
|                                                             |
| Fuente ISTAT - Elaboración gráfica de Wikipedia             |